# Duomo di Essen
La cattedrale dei Santi Cosma e Damiano (in tedesco: Dom Sankt Cosmas und Damian), nota comunemente come Duomo di Essen (Essener Dom) o Abbazia di Essen (Essener Münster), è la chiesa vescovile della diocesi di Essen e si trova sulla Burgplatz, nel centro di Essen. La chiesa è dedicata sia ai Santi Cosma e Damiano sia alla Vergine Maria.
L'edificio era in origine la collegiata del monastero femminile di Essen, fondato intorno all'845 da Altfrid, vescovo di Hildesheim. Il monastero, ricostruito dopo essere stato distrutto durante la seconda guerra mondiale, è una chiesa a sala gotica costruita dopo il 1275 in arenaria. Il westbau ottagonale e la cripta sono parti conservate dell'edificio ottoniano precedente. A nord della cattedrale è annesso un chiostro. Uno dei suoi tesori d'arte più importanti è la Madonna d'oro, nota per essere la più antica scultura a tutto tondo a nord delle Alpi.

## Storia della costruzione

### Precedenti insediamenti
L'area della cattedrale era già abitata prima della fondazione del monastero. La tradizione vuole che il vescovo di Hildesheim Altfrid (durata del mandato 847-874) abbia fondato una comunità religiosa femminile nella sua tenuta di Asnide e che da essa sia nata l'abbazia di Essen, ma non esistono prove certe a supporto. Tuttavia, buchi di palo, frammenti merovingi e sepolture vicino alla cattedrale consentono di concludere che il luogo fosse già abitato prima della fondazione del monastero.

### La prima chiesa

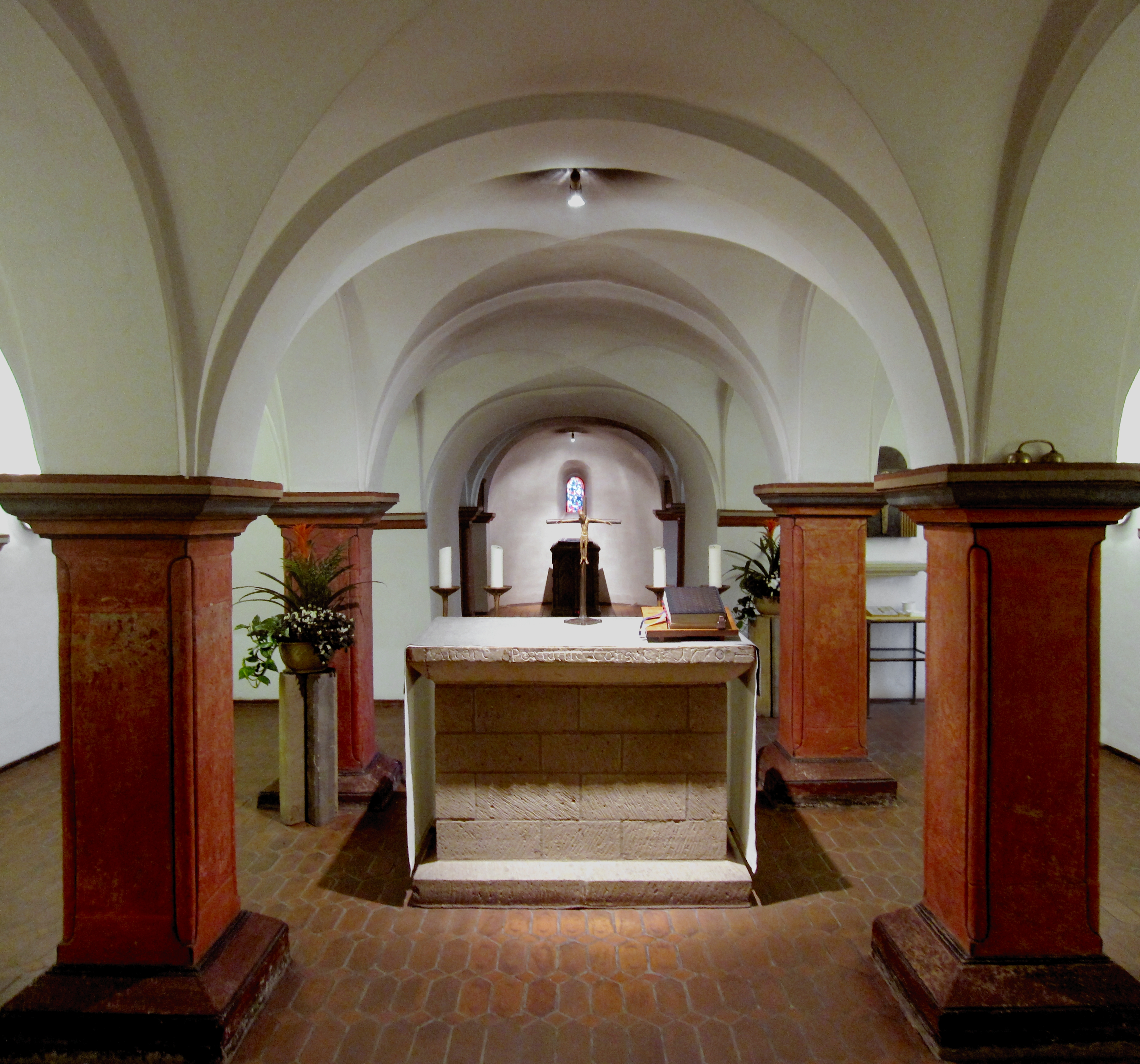
Cripta di Theophanu

La chiesa cattedrale odierna di Essen è il terzo edificio costruito in ordine di tempo. Le fondamenta delle precedenti chiese furono scavate da Walter Zimmermann nel 1952. La prima chiesa fu costruita dai fondatori del monastero di Essen, il vescovo di Hildesheim Altfrid e Gerswid, la prima badessa tradizionale, tra l'845 e l'870. L'edificio, la cui larghezza delle navate sarebbe stata ripetuta negli edifici successivi, era una basilica a tre navate esposta a ovest-est. A ovest dell'aula c'era un vestibolo piccolo, quasi quadrato. I bracci del transetto univano uno spazio centrale rettangolare, alto come la navata centrale. Le cappelle all'estremità orientale delle navate laterali erano accessibili solo dai bracci del transetto. Non è dato sapere e queste cappelle, come Zimmermann ipotizzò sulla base dei risultati degli scavi, fossero all'altezza della navata o, come invece Lange ipotizzò in una ricostruzione successiva, all'altezza dei cori laterali. Ad est della crociera si trovava il coro semicircolare chiuso, sul quale poggiavano sui lati ambienti rettangolari accessibili dal transetto.
Questa prima chiesa fu danneggiata da un incendio nel 946, registrato negli annali di Colonia come Astnide cremabatur ("Essen bruciata").

### La prima chiesa collegiata ottoniana
Sono sopravvissute diverse iscrizioni dedicatorie per le parti della nuova chiesa in costruzione, datate agli anni 960–964, da cui si conclude che l'incendio del 946 non provocò la distruzione dell'edificio e, soprattutto, arrivò a cantiere già avviato. In realtà, le fasi del cantiere non sono chiare e alcune parti potevano già anche essere state completate prima dell'incendio. Inoltre, i lavori di ristrutturazione contemporanei e successivi avrebbero potuto riutilizzare i materiali preesistenti nelle nuove strutture. Le nuove parti dell'edificio furono forse commissionate dalle badesse Agana e Hathwig: una cripta finestrata, un westbau e un nartece aperto a ovest con una cappella dedicata a San Giovanni Battista. Questo edificio della chiesa può essere ricostruito dai risultati degli scavi, ma non durò a lungo in questa forma, poiché un nuovo edificio fu costruito sotto la badessa amante dell'arte Mathilde II, che fu in carica dal 973 al 1011, ma forse anche sotto la badessa Theophanu, che resse l'abbazia dal 1039 al 1058. È anche possibile che un nuovo edificio iniziato da Mathilde sia stato completato da Theophanu. Parti significative del nuovo edificio ottoniano sono ancora oggi conservate.

### Il nuovo edificio ottoniano
L'ampliamento del nuovo edificio ottoniano fu determinato dai due edifici precedenti. La maggior parte delle fondamenta furono riutilizzate e se ne posarono di nuove solo dove i carichi erano aumentati o la disposizione dei locali differiva in modo significativo.
Il nuovo edificio era anche costituito da un corpo a tre navate con transetto e un coro annesso, accompagnato da cori laterali. Una cripta era stata ora costruita nella sala del coro. Il coro si chiudeva all'interno con un'abside semicircolare, racchiusa all'esterno da cinque lati di un decagono. Una cripta esterna a due piani era addossata al coro, le cui pareti occidentali erano collegate alle pareti orientali dei cori laterali. Le porte adiacenti alle nicchie dell'altare davano accesso diretto alla cripta. I cori secondari avevano matronei aperti sia ai bracci del transetto che al coro principale. Il muro esterno della facciata del transetto era ora a due piani, con il piano superiore diviso da tre nicchie con finestre. C'erano delle nicchie al piano terra, questa struttura di nicchia continuava nelle pareti della navata. Una passerella correva lungo le pareti sopra queste nicchie e conduceva nella galleria del nuovo edificio ovest. La campata intermedia tra il westbau e la navata fu mantenuta. La struttura delle pareti della navata non è nota, ma sulla base di altre chiese del periodo, in particolare la collegiata di Susteren, che sembra ispirarsi per molti versi al nuovo edificio ottoniano di Essen, si ipotizza un'alternanza di pilastri e colonne. Probabilmente c'erano pitture murali sulla zona muraria tra queste arcate e le finestre sopra il collegamento con i tetti delle navate, poiché i resti di dipinti sono stati trovati nel westwerk. C'era probabilmente una sorta di cleristorio scandito all'esterno da lesene, forse in dodici campate.

#### Il westbau

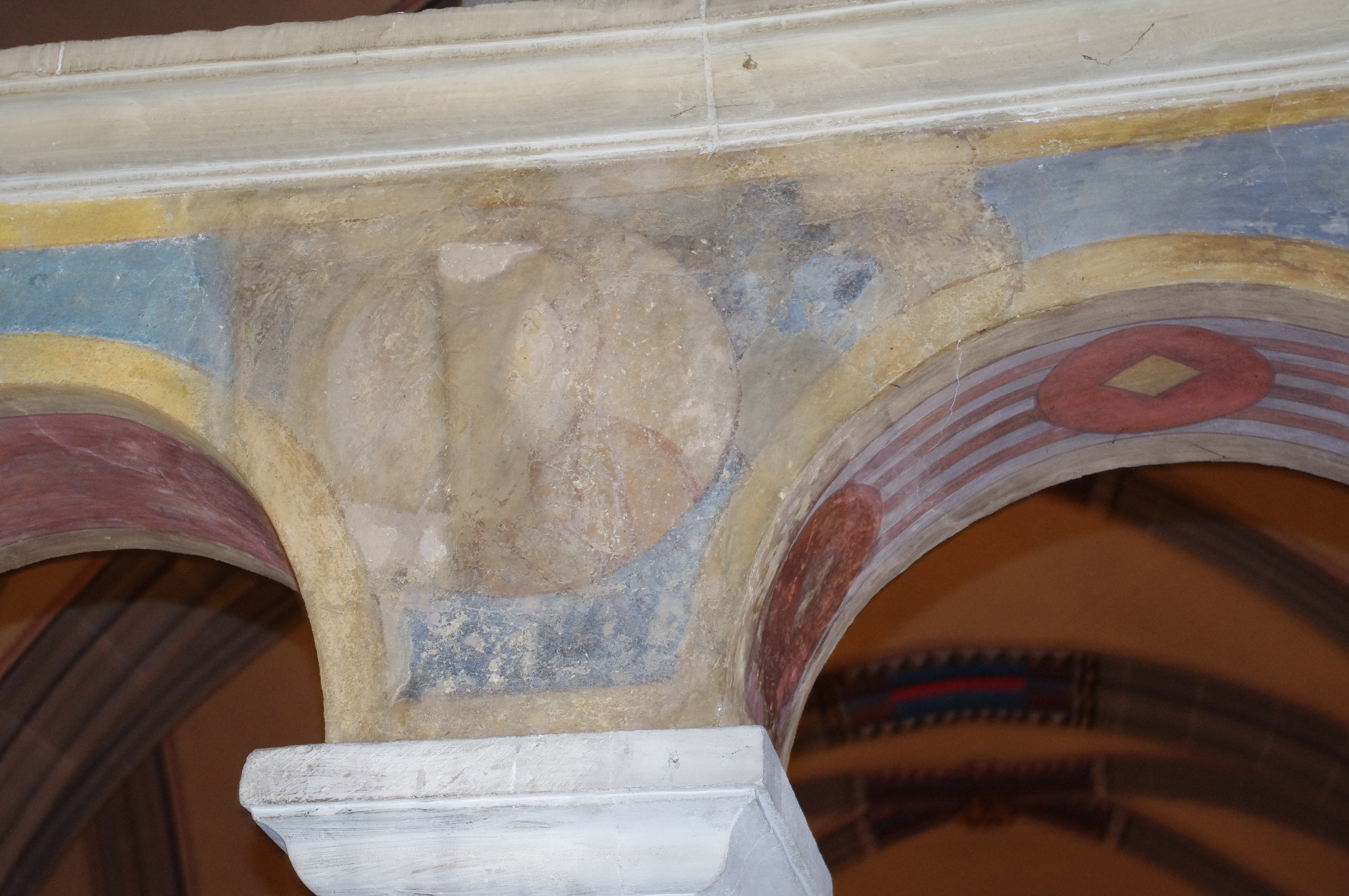
Resti di pitture murali ottoniane nel westbau

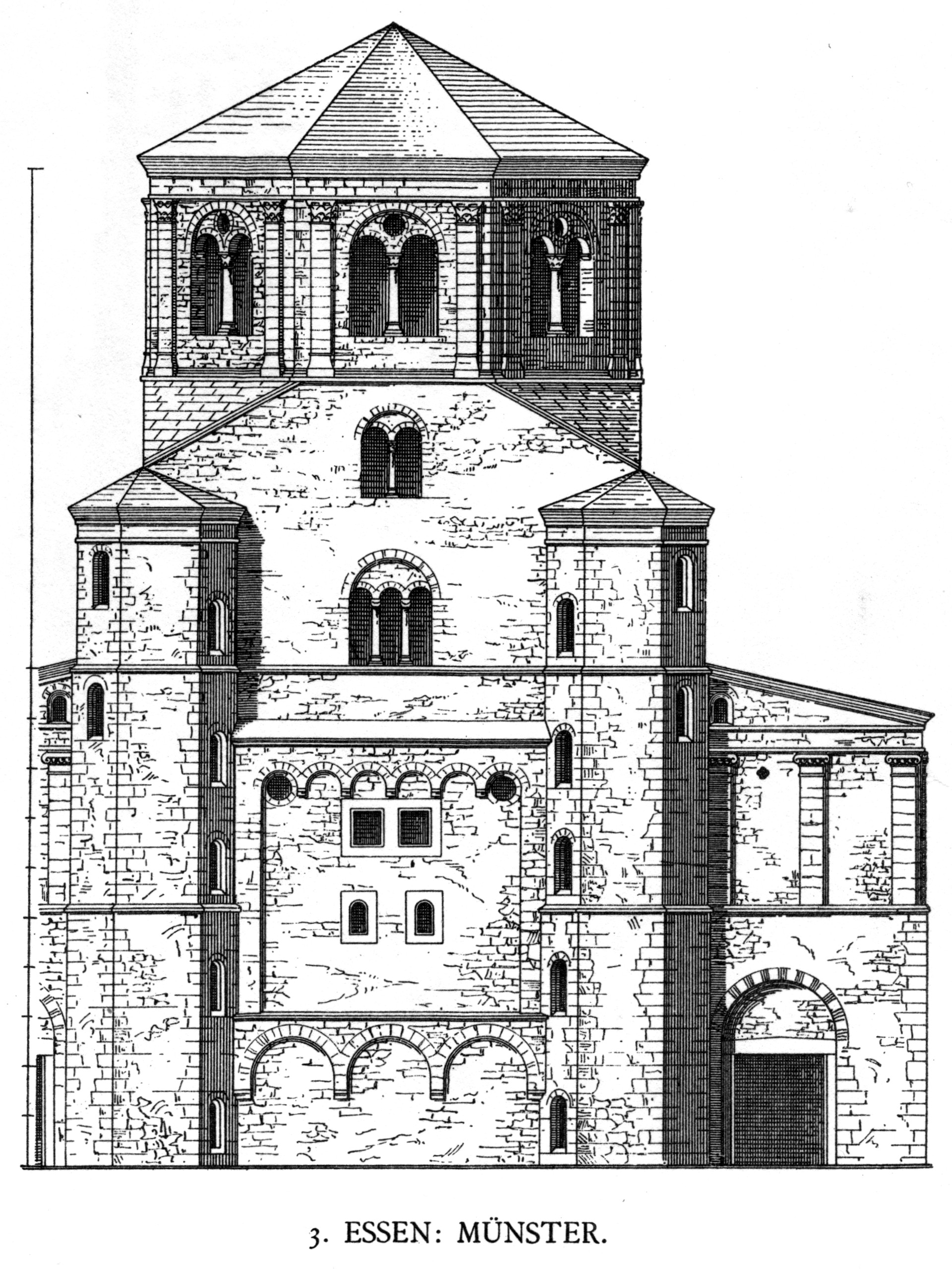
Disegno di ricostruzione del westbau nello stato originale

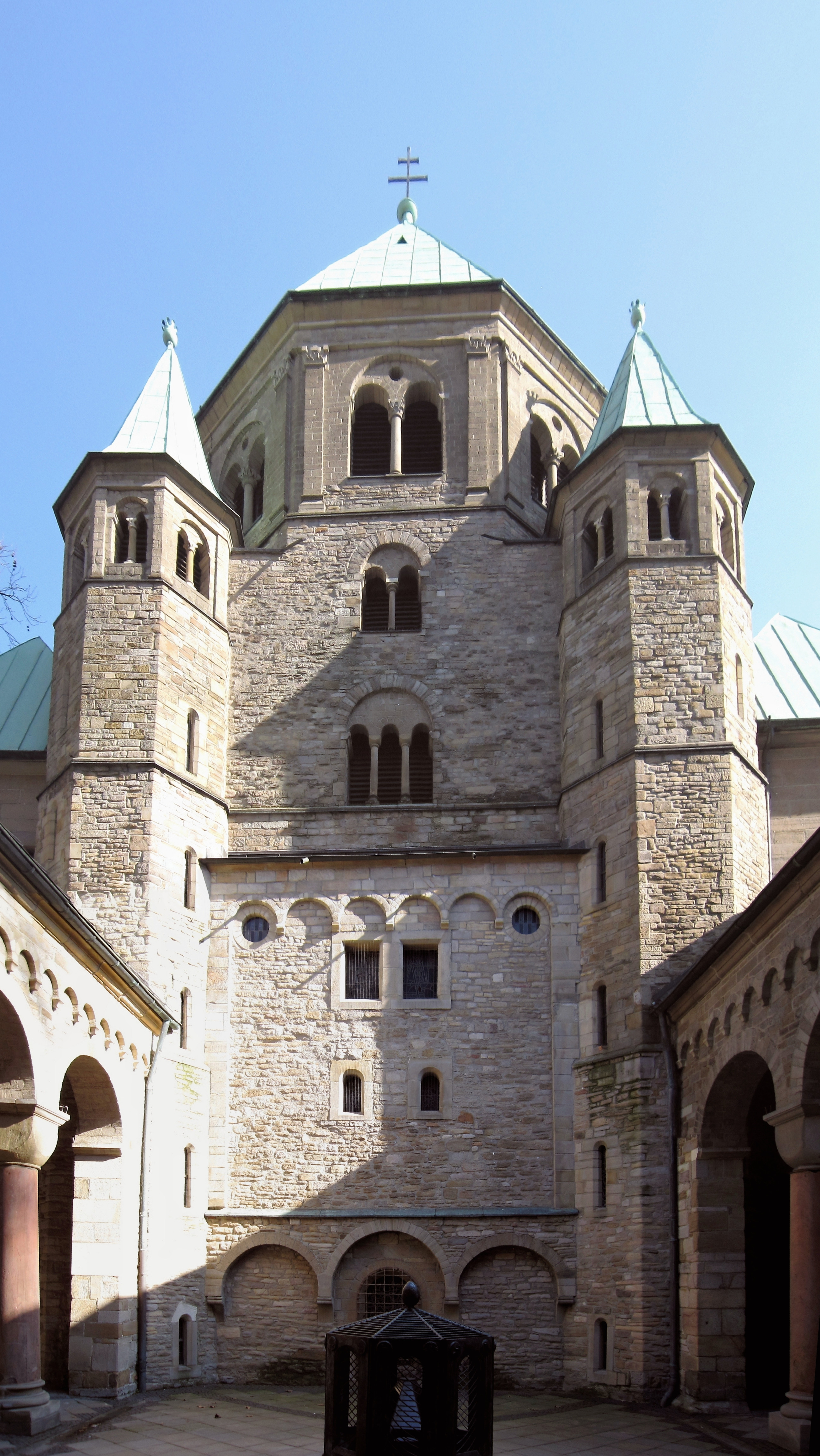
Vista del westbau allo stato attuale

L'ipotesi che l'ignoto capomastro della collegiata di Essen fosse uno dei migliori architetti del suo tempo si basa in particolare sulle forme del westbau, che ancora oggi definisce l'immagine della chiesa. Come per la chiesa precedente, il westbau è solo leggermente più largo della linea delle pareti della navata laterale. Dall'esterno, il westbau è costituito da una torre centrale quasi quadrata, coronata da un campanile ottagonale con tetto a falde. Due torri scalari a otto lati erano inserite nel muro ovest dell'edificio, terminando sotto il piano campanario della torre centrale. L'ultimo piano delle torri era rotondo. I piani campanari della torre centrale e quelli superiori delle torri scala erano provvisti di lesene. Le stanze laterali a due piani erano addossate ai lati nord e sud della torre centrale, il cui piano superiore era strutturato da lesene. I portali ricavati in nicchie immettevano nella chiesa al piano terra di queste stanze laterali, l'ingresso centrale del precedente edificio nell'edificio ovest fu abbandonato e sostituito da una grande finestra ad arco. Il westbau perdeva così la funzione di creare un ingresso trionfale nella chiesa. Invece, la struttura compatta formava un contrappeso ottico all'ampio edificio orientale o ostbau.
All'interno, il westbau era ricco e strutturato in modo complesso. Un coro ovest a mezzo esagono era integrato nella sala centrale, oggi racchiusa da una galleria. Nel mezzo del muro ovest c'era una nicchia poco profonda, sul lato c'erano gli ingressi alle torri scalari in nicchie poco profonde. L'edificio ovest si apre verso l'aula in un grande arco sorretto da pilastri. Davanti a questo arco c'era un altare in onore di San Pietro nel coro occidentale. La struttura delle pareti segue il modello del coro ovest della Cappella Palatina di Aquisgrana, che ricorda anche l'uso dell'ottagono per il piano campanario. Al piano terra, tre archi suddivisi sono posti su pilastri esagonali. Le aperture ad arco del piano superiore sono definite da colonne su due file, le colonne hanno capitelli antichi.
Visto dall'esterno, il westbau era quindi un complesso a tre torri, che racchiudeva al suo interno un coro ovest. Non è nota una struttura comparabile.
Il westbau era riccamente dipinto, con una pittura nella semicupola di fronte alla navata raffigurante il Giudizio Universale. Il dipinto faceva riferimento all'aspetto di Gesù, da cui si conclude che il committente del dipinto dovette essere la badessa Theophanu (il cui nome greco significa aspetto divino).

#### Cripta
Installando la cripta, il pavimento del coro principale fu rialzato rispetto al livello dei pavimenti della navata e del transetto. I cori laterali rimasero all'altezza della navata e del transetto. La cripta consisteva nella cripta a tre navate di Agana, che ora divenne la cripta interna attraverso il nuovo coro orientale di Theophanu costruito al di sopra di essa, e una cripta esterna a cinque navate attorno ad essa. Alla cripta interna si accedeva dal lato est dei cori laterali, attraverso i quali si accedeva alla cripta esterna. La cripta esterna aveva campate quadrate e rettangolari disposte alternativamente e separate da pilastri quadrati finemente strutturati. Particolarmente evidenziate le tre nicchie centro-orientali. Mentre le pareti est mostravano semplici nicchie semicircolari nelle due campate laterali, un piccolo coro con tre nicchie semicircolari era attaccato alla campata centrale. Lastre di arenaria sono state conservate sui pilastri centrali della cripta esterna, da cui si legge, la data di consacrazione della cripta, che fu il 9 settembre 1051, e le reliquie conservate nei suoi altari.

### Aggiunte successive
Poco tempo dopo il completamento della chiesa ottoniana, presumibilmente sotto il successore della badessa Theophanu, l'atrio fu rinnovato. L'atrio fu ridotto di dimensioni nel 1471 durante la ristrutturazione e l'ampliamento della chiesa di San Giovanni Battista, che si trovava di fronte alla cattedrale e fungeva da battistero e parrocchiale dei subalterni della collegiata, rifatta forse tra il 1060 e il 1080.
Il successivo ampliamento del complesso della chiesa fu un ampliamento del transetto sud nel XII secolo. Questa estensione molto massiccia conteneva il settario al piano superiore, in cui erano conservati i documenti e gli archivi del monastero, e fungeva anche da camera del tesoro. La sala aperta sottostante, chiusa in un secondo momento, serviva agli scopi del tribunale ecclesiastico. Oggi questa estensione fa parte del Tesoro della Cattedrale di Essen.

## Chiesa gotica

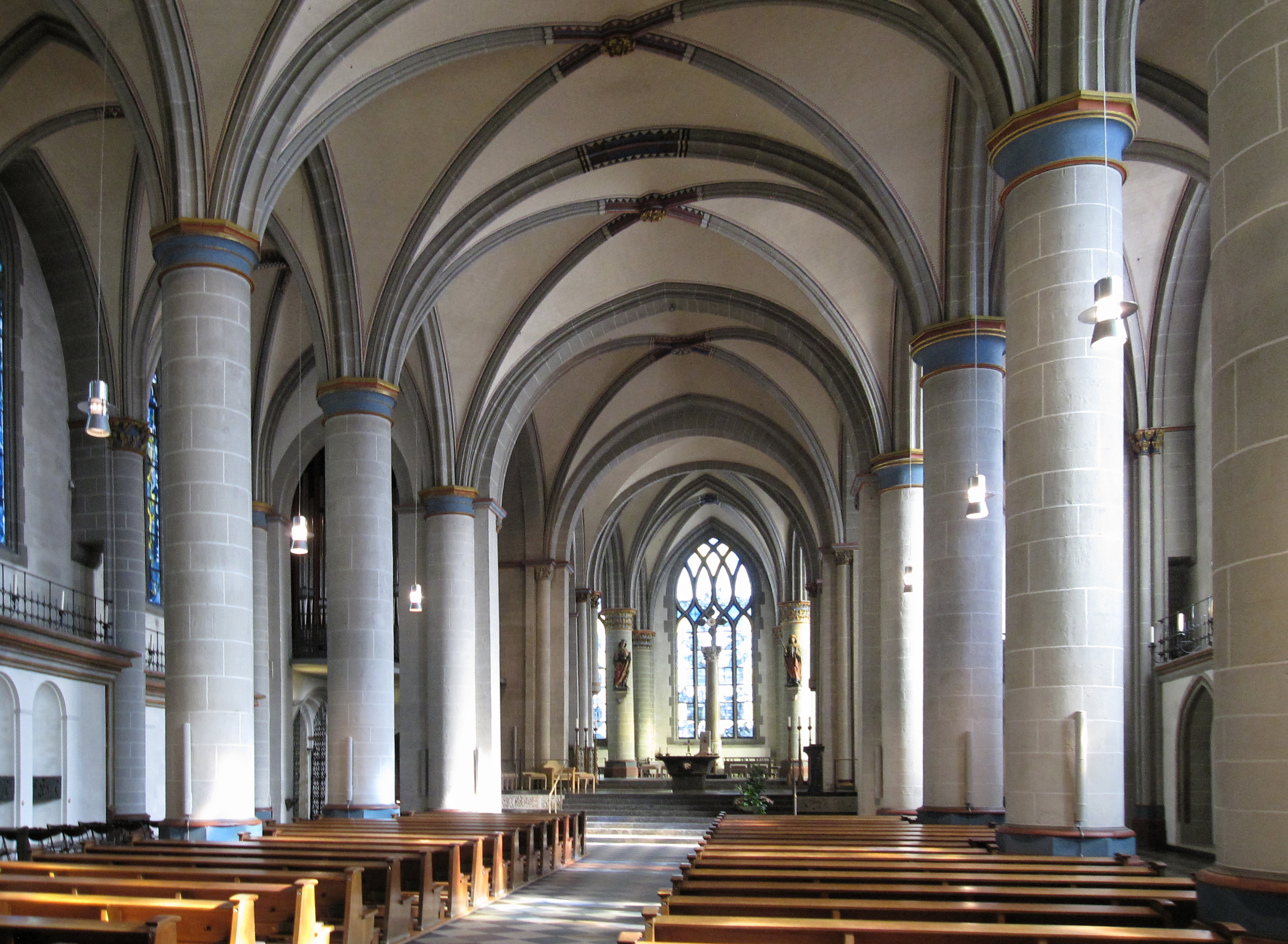
Vista interna verso l'altare maggiore

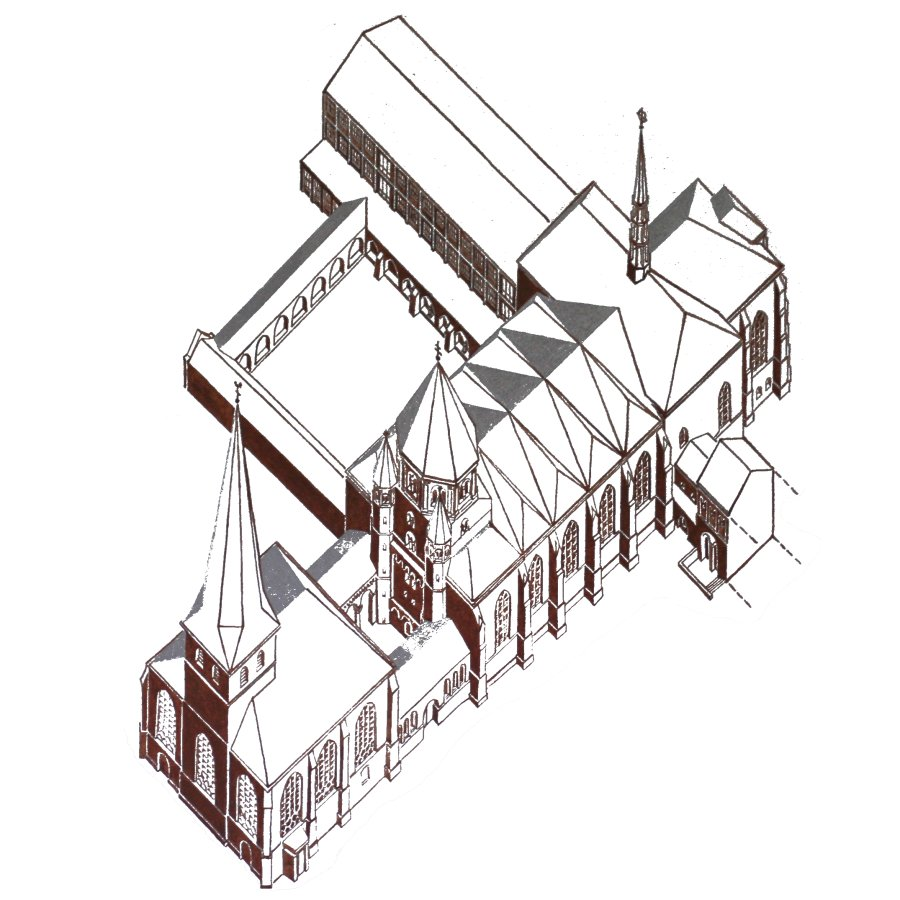
Lo stato attuale della costruzione con la chiesa di San Giovanni Battista, atrio e chiostro completo

Nel 1275 la collegiata ottoniana fu incendiata, conservando solo il westbau e la cripta. Durante la costruzione, eseguita durante il mandato delle badesse Berta von Arnsberg e Beatrix von Holte, i costruttori combinarono il vecchio con il nuovo stile gotico. La forma della chiesa a sala è stata scelta in deliberato contrasto con la cattedrale di Colonia, poiché il monastero di Essen doveva difendersi dalle pretese di potere degli arcivescovi di Colonia i costruttori volevano esprimere la loro indipendenza con il progetto. Al nuovo edificio lavorarono uno dopo l'altro due mastri muratori, il primo dei quali, il maestro Martin, si dimise dal suo incarico nel 1305 per divergenze con la badessa Beatrix von Holte. Il maestro Martin, che, come si può vedere dai dettagli dei suoi ornamenti, conosceva gli edifici ecclesiastici della Borgogna e della Champagne, nonché il linguaggio formale degli scalpellini della cattedrale di Colonia e Treviri, era responsabile generale del progetto. Questo inizialmente prevedeva un lungo coro simile alla chiesa di San Vito a Mönchengladbach, ma l'idea fu abbandonata sotto la direzione del maestro Martin e in preferenza a un coro ispirato alla Elisabethkirche di a Marburg, iniziato nel 1235, in cui per la prima volta in Germania il disegno della navata veniva riportato direttamente lungo il coro, senza alcuna variazione. Il successore di maestro Martin non è conosciuto. Il suo linguaggio progettuale era più semplice, ma riprese il progetto del suo predecessore e lo completò.
I tetti originariamente più piatti dell'ottagono e delle torri scalari del westbau furono sostituite da cappe più appuntite, e anche le torri furono rialzate di un piano. La collegiata gotica aveva una torre a croce sopra la crociera. Anche il chiostro fu rinnovato. L'intero nuovo edificio fu consacrato l'8 luglio, probabilmente nel 1316. L'8 luglio è il giorno di dedicazione della chiesa cattedrale, che ancora oggi viene celebrata.

### Modifiche successive
Nel XVIII secolo, la collegiata fu rimodernata in stile barocco. La vecchia torre di attraversamento fu sostituita da una torretta e le finestre sul lato sud della cattedrale furono allargate e persero il loro traforo gotico. Le cappe a punta del westbau furono sostituite da cappe a cipolla barocche e il piano della campana ricevette un orologio. All'interno fu rimossa e sostituita gran parte dei vecchi arredi, tanto che i pochi arredi gotici giunti fino ad oggi non possono più essere contestualizzati nella loro collocazione originale.
Intorno al 1880, Essen seguì l'entusiasmo alla moda di considerare il gotico come uno stile architettonico tedesco primordiale e invertì il più possibile le modifiche al barocco. Al westabu fu dato il suo aspetto precedente, e grazie all'architetto e storico dell'arte Georg Humann di Essen si evità che venisse goticizzato. Inoltre, fu rimosso l'interno barocco, di cui un altare laterale che è ora l'altare maggiore della chiesa di San Giovanni Battista di fronte. Gli arredi, di nuova realizzazione in sostituzione dei pezzi barocchi, caddero vittima della seconda guerra mondiale, tanto che se ne sono conservati ancora meno di quelli gotici. Durante i lavori di costruzione intorno al 1880, la chiesa ricevette l'attuale forma del tetto e una torretta in stile neogotico sull'incrocio.

### Distruzione e ricostruzione bellica
Nella notte dal 5 al 6 marzo 1943, la Royal Air Force volò un attacco con 442 aerei sulla città di Essen, che era importante per l'economia di guerra nazista attraverso le fabbriche del Friedrich Krupp AG. Una numero di 137.000 bombe incendiarie e 1.100 bombe esplosive furono sganciate sul centro della città in meno di un'ora. La cattedrale bruciò e subì gravi danni, solo le parti più antiche dell'edificio, l'edificio ovest e la cripta, furono meno danneggiate. Dopo la liberazione da parte delle truppe alleate, la decisione di ricostruire fu presa all'unanimità in una delle prime riunioni del consiglio comunale da loro istituito sotto il sindaco comunista Heinz Renner. Renner chiese anche la fondazione di un'associazione per sostenere la ricostruzione e nel 1947 fu fondata l'associazione ancora attiva per la manutenzione e l'arredamento del Duomo di Essen (Münsterbauverein). Nello stesso anno iniziarono i lavori per la messa in sicurezza delle macerie. I danni bellici resero anche possibili ampi scavi archeologici nella chiesa da parte di Walter Zimmermann. Questi hanno prodotto numerosi reperti sugli edifici precedenti della chiesa odierna e sulle sepolture nella chiesa. La ricostruzione iniziò nel 1951 e avvenne rapidamente: il westbau e la navata erano già di nuovo utilizzabili nel 1952, e anche il resto della chiesa fu ricostruito nel 1958, chiudendo anche il lato nord del chiostro. La torretta neogotica del secolo precedente fu sostituita da una torretta più snella e staticamente più favorevole, che conferì alla chiesa l'aspetto odierno. La chiesa completamente ricostruita divenne sede vescovile nel 1958.

### Dalla fine del XX secolo a oggi
La collegiata non era mai cresciuta oltre le dimensioni della chiesa ottoniana. Solo l'istituzione della diocesi della Ruhr ha reso necessaria una nuova espansione. Il cardinale Franz Hengsbach, primo vescovo della nuova diocesi di Essen, aveva già dichiarato durante la sua vita che voleva avvalersi del suo privilegio di essere sepolto nella sua chiesa episcopale, ma non vicino a San Altfrid nella cripta ottoniana. Per soddisfare questo desiderio, il capomastro della cattedrale Heinz Dohmen costruì una cripta ovest sotto l'atrio nel 1981-1983, con ingresso all'interno del vecchio westbau. In questa cripta, decorata con moderni rilievi in calcestruzzo di Emil Wachter, è dedicata alla Bischöfliche Aktion Adveniat, di cui il cardinale Hengsbach era un co-fondatore. Nella cripta sono stati sepolti i resti dei canonici medievali nell'atrio. Nel 1991 ha ricevuto le spoglie del cardinale Hengsbach nel 1991 e quelle del suo successore, il vescovo Hubert Luthe, nel 2014.
La cappella della navata sud, esistente dal X secolo, nell'ottobre 2004 è stata dedicata alla memoria e all'adorazione di Nikolaus Gross, beatificato nel 2001, e nell'occasione è stata ridisegnata.

## Dimensioni
L'intero complesso della chiesa, compresa la chiesa di St. Johann di fronte, è lungo 90 m, la larghezza è compresa tra 24 me 31 m al transetto con il tesoro della cattedrale. Le altezze sono:
| altezza                  | Dentro       | Fuori |
| ------------------------ | ------------ | ----- |
| Navata                   | 13 m (volta) | 17 m  |
| Coro (sopra la cripta)   | 15 m (volta) | 20 m  |
| Westbau                  |              | 35 m  |
| Torre di attraversamento |              | 38 m  |
| Torre di San Giovanni    |              | 50 m  |

Il volume interno della cattedrale è di circa 45.000 m³, la massa della muratura di circa 10.000 m³. La struttura pesa circa 25.000 t.

## Architettura

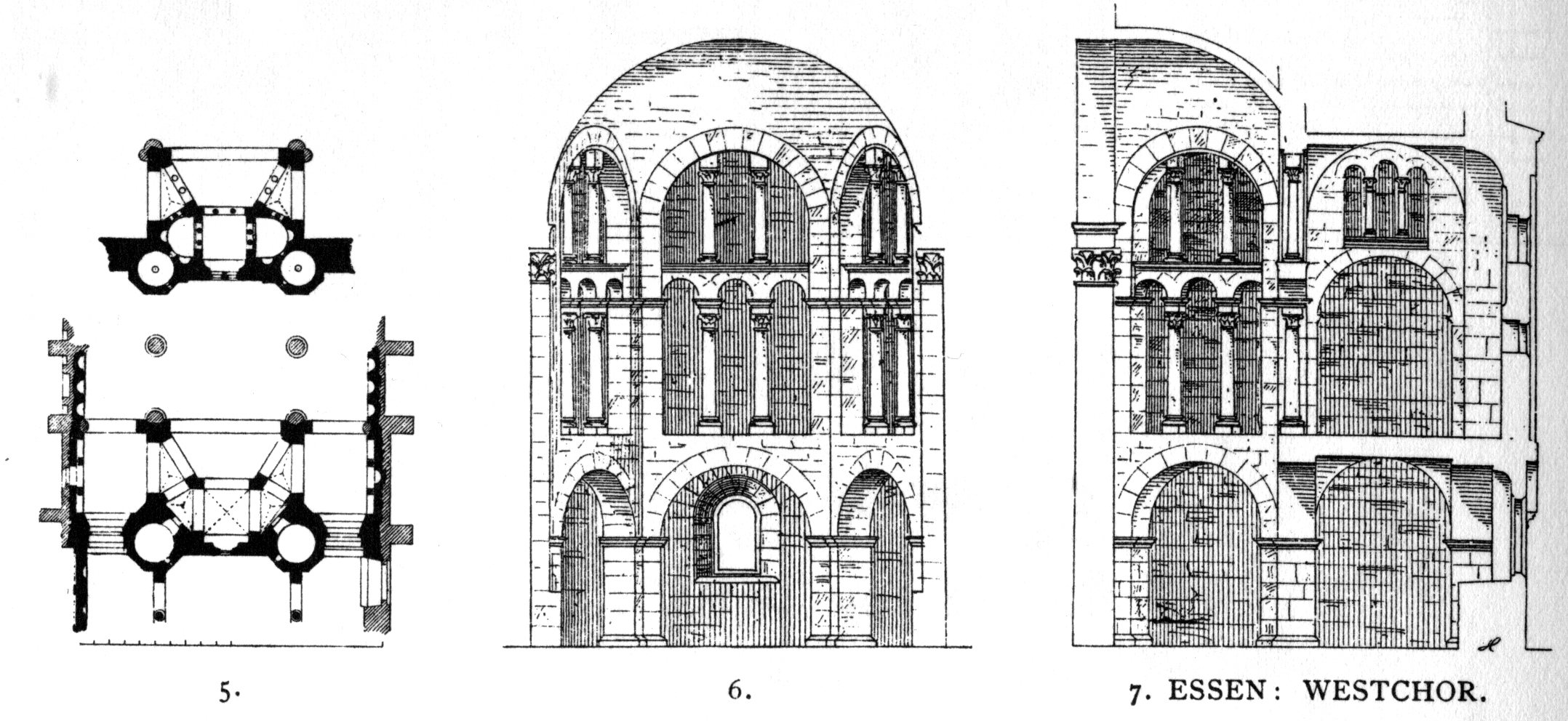
Planimetria e struttura interna del westbau

La chiesa presenta una tipica navata pre-romanica, con tre navate divise da colonne e pilastri, che formano un effetto ritmato che inquadra l'ottagono nella zona presbiteriale.
L'ottagono è un esempio di come all'epoca venissero ripresi motivi dell'arte carolingia, ma sempre modificati e talvolta stravolti: qui la citazione delle doppie arcate transennate è chiarissima, ma esse non sorreggono nessuna cupola, quindi rammentano l'esempio di Aquisgrana ma non ne hanno la stessa valenza strutturale.

## Arredamento liturgico

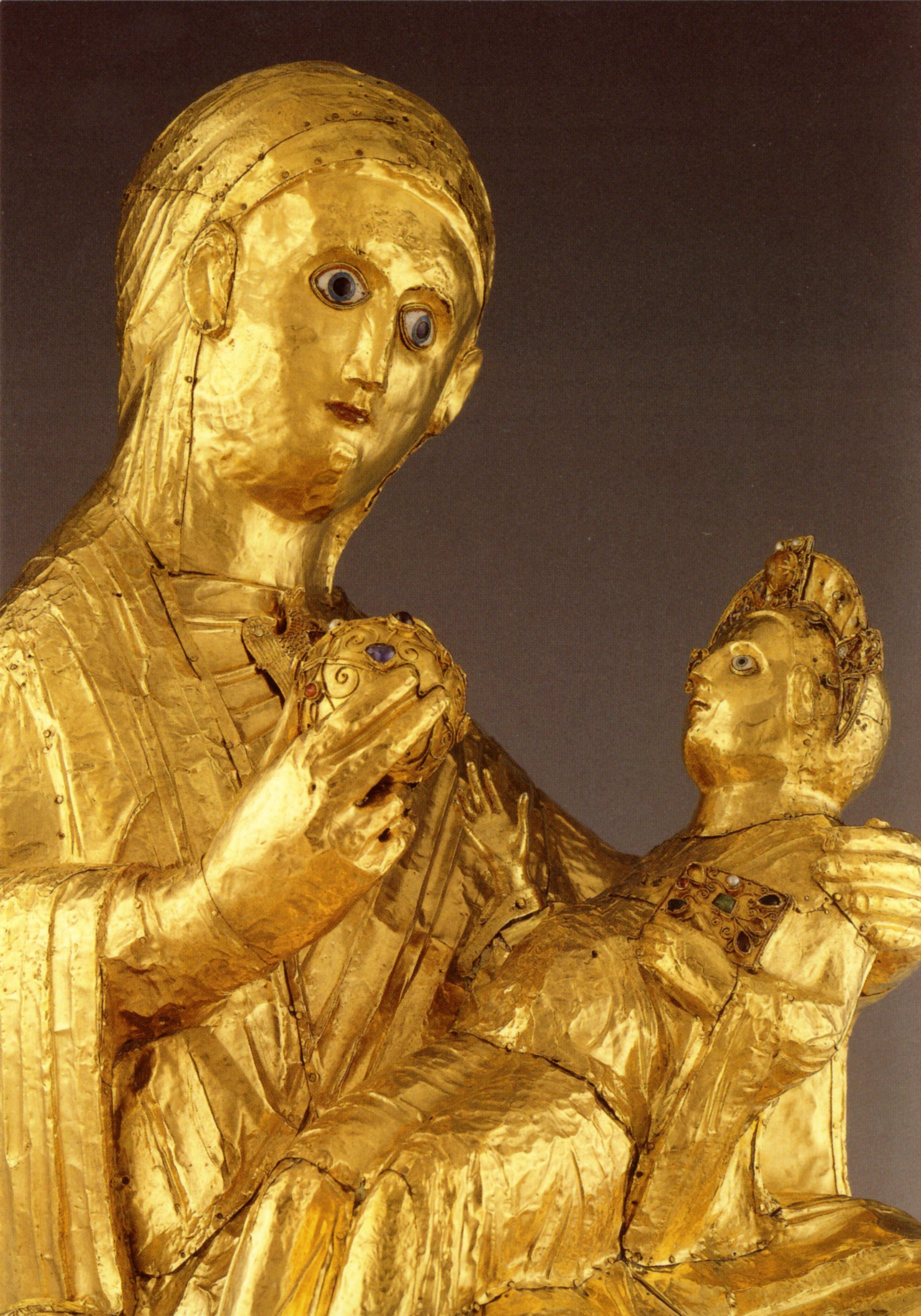
Il tesoro d'arte più importante della chiesa, la Madonna d'Oro

A causa del restauro barocco del XVIII secolo, il ripristino neogotico del XIX secolo e la distruzione della seconda guerra mondiale, sono sopravvissuti solo alcuni pezzi dell'arredo liturgico originale, ma perlomeno i più importanti. L'interno appare relativamente semplice, soprattutto a causa della sua architettura, la cui bellezza è trascurata da molti visitatori perché lo splendore delle due più importanti opere d'arte medievali della cattedrale li eclissa.

### Tesoro della cattedrale
Il tesoro della cattedrale è aperto al pubblico. Nella cappella della navata nord si trova il più grande tesoro della chiesa dal 1959, la Madonna d'oro, la figura scultorea più antica del mondo di Maria, la più antica riproduzione mariana come scultura a tutto tondo a nord delle Alpi e patrona della diocesi di Essen. La figura alta 74 cm in legno di pioppo, ricoperta di lamina d'oro, proviene dai tempi della badessa Mathilde II e rappresenta Maria come la regina del cielo, che detiene il potere sulla terra per suo figlio. La figura, che originariamente veniva portata in processione, probabilmente arrivò alla famiglia reale ottoniana a Essen a causa dei parenti di Mathilde. La figura, che ha più di mille anni, è stata restaurata nel 2004.
Al centro dell'edificio ovest si trova il monumentale candelabro a sette braccia, realizzato dalla badessa Mathilde tra il 973 e il 1011. Il candeliere, 2.26 m di altezza e largo 1,88 m, è composto da 46 parti singole fuse in bronzo. Il candelabro simboleggia la totalità della Trinità e della terra con i suoi quattro punti cardinali e Cristo come luce del mondo, che nel Giudizio Universale porterà a casa i credenti (Ap 7).
La cosiddetta "corona di Ottone III", le quattro croci astili ottoniane, la spada ottoniana, a lungo venerata come la spada giudicante dei martiri Cosma e Damiano, la copertina del Vangelo di Teofano, diversi reliquiari gotici del braccio, la più grande collezione al mondo di gioielli e i vangeli carolingi sono altri pezzi notevoli. Nella collezione si conserva anche un reliquiario, denominato "Altarsepulchrum mit Deckel", realizzato nel 1054..

### Idasäule
L'arredo liturgico più antico conservato nella chiesa cattedrale è la colonna della croce nel coro, che oggi reca una croce moderna realizzata dalla monaca benedettina di Fulda Lioba Munz. Fino all'Ottocento recava una croce ricoperta di lastre di rame dorato, di cui la targa donatrice e forse altri resti sono ancora oggi nel tesoro della cattedrale. La scritta ISTAM CRUCEM (I) DA ABBATISSA FIERI IUSSIT ("Questa croce è stata fatta dalla badessa Ida") indica come committente la badessa Ida di Essen, morta nel 971, oppure la sorella Ida della badessa di Essen Theophanu, badessa di Santa Maria nel Campidoglio a Colonia. La colonna stessa è probabilmente un antico reimpiego, come si presume a causa del piedistallo scanalato con base attica. Il capitello è modellata sugli esemplari antichi, ma è riccamente ornato. Questo capitello è correlato ai capitelli della galleria ovest, della cripta, nonché a quelli della Ludgeridenkrypta della chiesa abbaziale di Werden e della Luciuskirche a Werden, quartiere della stessa Essen.

### Tomba di Altfrid
Nella cripta est si trova la tomba gotica del vescovo di Hildesheim e fondatore di Essen Altfrid in pietra arenaria calcarea, datata intorno al 1300 e probabilmente costruita sotto la badessa Beatrix von Holte. La datazione è giustificata da somiglianze con le tombe dei santi di Colonia, in particolare la tomba di Sant'Irmgard nella cattedrale di Colonia.

### Altre opere d'arte

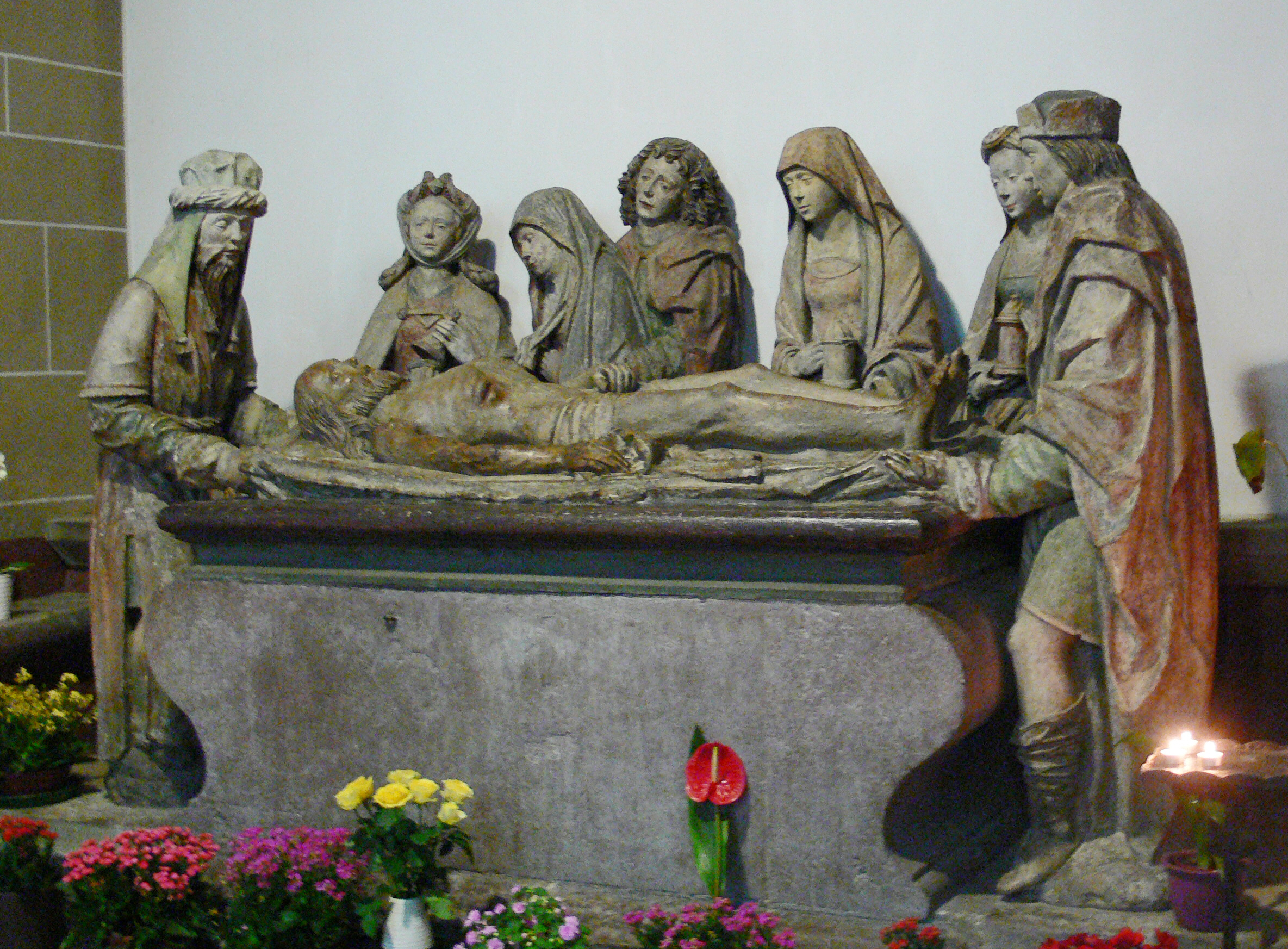
Sepoltura di Cristo

Il gruppo di figure in arenaria della "Sepoltura di Cristo" nella navata sud risale al periodo tardo gotico. Lo sconosciuto maestro di Colonia, che l'ha eseguita nel primo quarto del XVI secolo, viene indicato con il nome di Maestro della von Carbenschen Memorial Foundation. Un'altra scultura dell'inizio del XVI secolo è il San Rocco sulla parete nord dell'aula, creata poco dopo il 1500 nella zona del Basso Reno.
L'era barocca è rappresentata a Essen da due epitaffi. Il più antico è quello della badessa Elisabeth von Bergh, morta nel 1614, e contiene ancora chiari elementi rinascimentali. Questa lastra, realizzata ad Anversa in marmo nero, si trova sulla parete nord della cappella della navata orientale e mostra la badessa nei suoi abiti ufficiali, circondata dagli stemmi dei suoi antenati. Il secondo epitaffio, quello della badessa Anna Salome von Salm-Reifferscheidt, è attribuito a Johann Mauritz Gröninger e si trova sulla parete nord della galleria dell'organo.
A causa dei danni della guerra, la chiesa cattedrale non ha vecchie vetrate medievali. Durante la ricostruzione post-bellica, tuttavia, il capitolo della cattedrale di Essen ha incaricato importanti artisti moderni di progettare nuove finestre per la chiesa e di produrre moderne opere d'arte sacra da inserire armoniosamente nel vecchio tessuto dell'edificio. La vetrata di San Michele e le vetrate dei piani della galleria dell'edificio ovest sono state progettate da Heinrich Campendonk, le finestre del coro di Ludwig Gies, quelle della navata di Wilhelm Buschulte e le finestre della cripta di Alfred Manessier. Il fregio dell'altare è opera dello scultore Elmar Hillebrand e del suo allievo Ronald Hughes. Le porte di bronzo dell'atrio e della chiesa e il fregio della Via Crucis nella navata centrale sono opere dell'artista austriaco Toni Schneider-Manzell.

### Organo

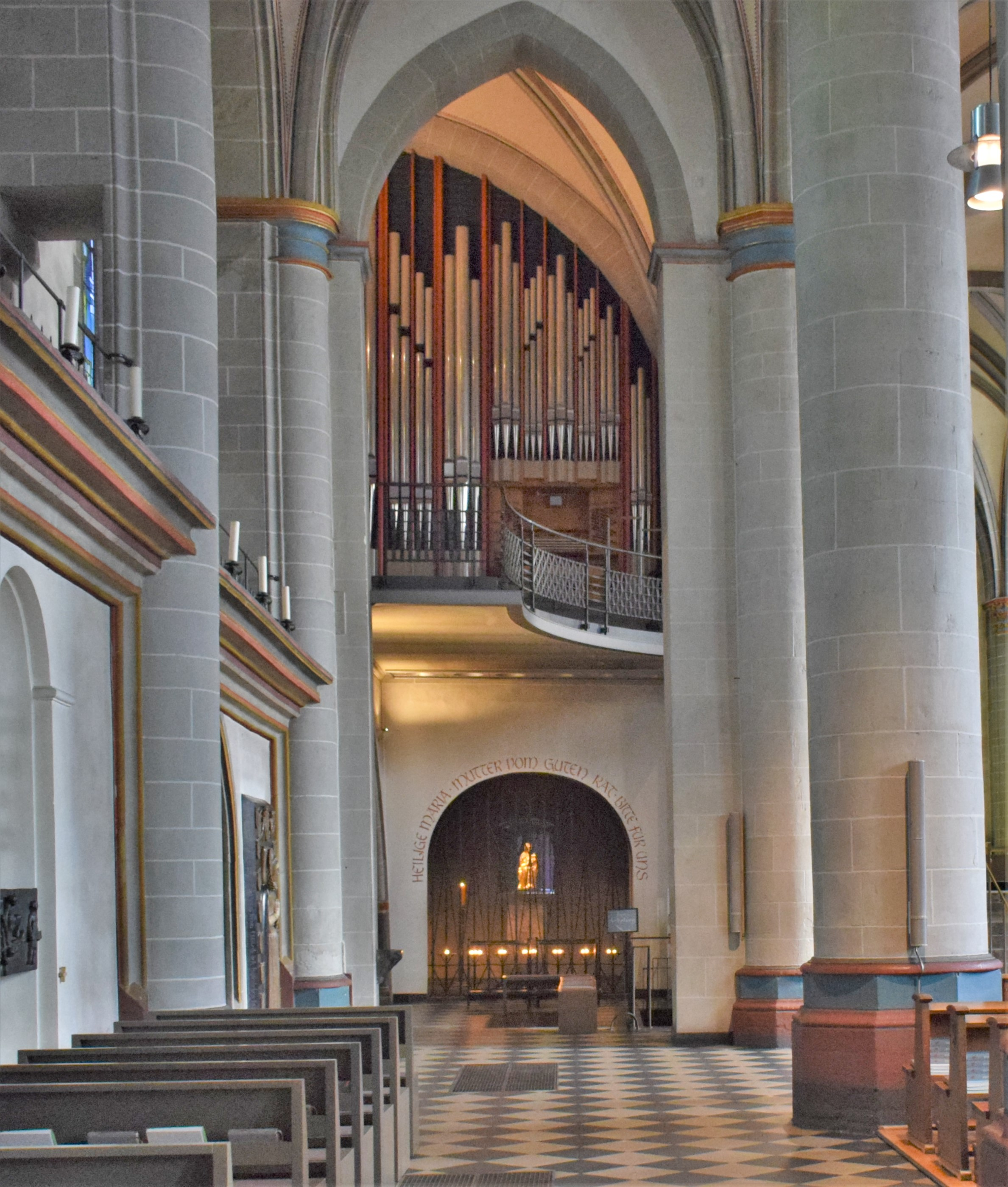
Vista attraverso la navata nord dell'organo Rieger

La cattedrale dispone di un nuovo organo dal 2004, costruito dall'officina di costruzione di organi Rieger a Schwarzach (Vorarlberg). Lo strumento è composto da due opere per organo che possono essere controllate da una consolle generale. Il sistema degli organi ha un totale di 69 registri (5.102 canne disposte su 95 file).
L'organo principale con 57 registri su 3 manuali e pedaliera si trova nella tribuna del coro a nord.
L'accompagnamento può essere svolto sul quarto manuale della console. Si trova sulla parete ovest della navata sud e, con i suoi 10 registri manuali e due a pedale, viene utilizzato per il rinforzo del suono nella parte posteriore della chiesa e per una migliore guida della comunità. I suoi registri manuali sono suddivisi in tre opere: Opera principale, opera tipografica rigonfiabile e opera Bombard. Ciascuno di essi può essere abbinato individualmente ai tre manuali e al pedale dell'organo principale.

### Campane
Tre campane pendono nell'ottagono del westbau. La più antica campana di Cristo risale alla fine del XIII secolo e reca l'iscrizione X P. RISTVM DE LIGNO CLAMANTEM DVM SONO SIGNO, da cui l'appellativo Dumsone. La grande Marienglocke reca un'iscrizione più lunga che menziona il 1546 come anno di fusione. La campana è stata fusa nell'odierna Burgplatz. La terza campana non ha iscrizioni, ma la sua forma è del XIV secolo.
La torretta sul tetto contiene tre campane più piccole, due delle quali sono state realizzate nel 1955 dalla fonderia di campane Petit & Gebr. Edelbrock di Gescher. Queste due campane recano le iscrizioni "Ave Maria Trösterin 1955" e "Ave Maria Königin 1955". La campana più grande reca invece l'iscrizione dedicatoria con la data: "WEI GOT WEL DEINEN DEI BIDDE VOR DE KRESTEN SEELEN AN 1522".
La campana della cattedrale è prolungata dalla campana della chiesa di San Giovanni Battista di fronte ad essa.

## Funzione dell'edificio nei secoli

### Dalla fondazione al 1803
Dalla fondazione della prima chiesa fino al 1803, la cattedrale di Essen è stata la chiesa collegiata dell'abbazia di Essen e il centro della sua vita religiosa. La chiesa non era né una parrocchia né una chiesa cattedrale sede vescovile, ma serviva principalmente i membri del monastero femminile annesso. La sua posizione era quindi paragonabile a una chiesa da monastero, anche se il monastero femminile di Essen non seguiva la regola del monastero benedettino, ma l'<i>Institutio sanctimonialium</i>, lo stile di vita canonico per le comunità femminili stabilito dal Sinodo imperiale di Aquisgrana nell'816, in una forma più secolare.
Il numero delle canonesse della nobiltà che servirono la chiesa oscillò nel corso dei secoli tra circa settanta durante il periodo di massimo splendore sotto la badessa Mathilde II nel X secolo a sole tre nel XVI Secolo. La chiesa era accessibile solo a coloro che dipendevano dall'Abbazia nei giorni festivi e successivamente alla popolazione della città di Essen, i cui servizi si svolgevano altrimenti nella chiesa di San Giovanni Battista di fronte alla chiesa abbaziale, sviluppata sul battistero ottoniano e affacciata sulla piazza del mercato.
La Riforma protestante non ha avuto alcuna influenza sulla chiesa cattedrale. I cittadini della città di Essen, che erano in costante disputa con il monastero sul fatto che la città fosse una città imperiale libera o dipendente dal monastero, per lo più aderirono alla Riforma, ma le badesse e i canonici e quindi gli edifici della chiesa del monastero rimasero cattolici. I cittadini protestanti della città rilevarono la St. Gertrudiskirche, fuori dall'area del monastero e odierna chiesa del mercato, mentre i cittadini rimasti cattolici continuarono a utilizzare la chiesa di San Giovanni Battista come chiesa parrocchiale, così come i canonici contonuarono a dipendere dalla loro collegiata.

### Dal 1803 a oggi

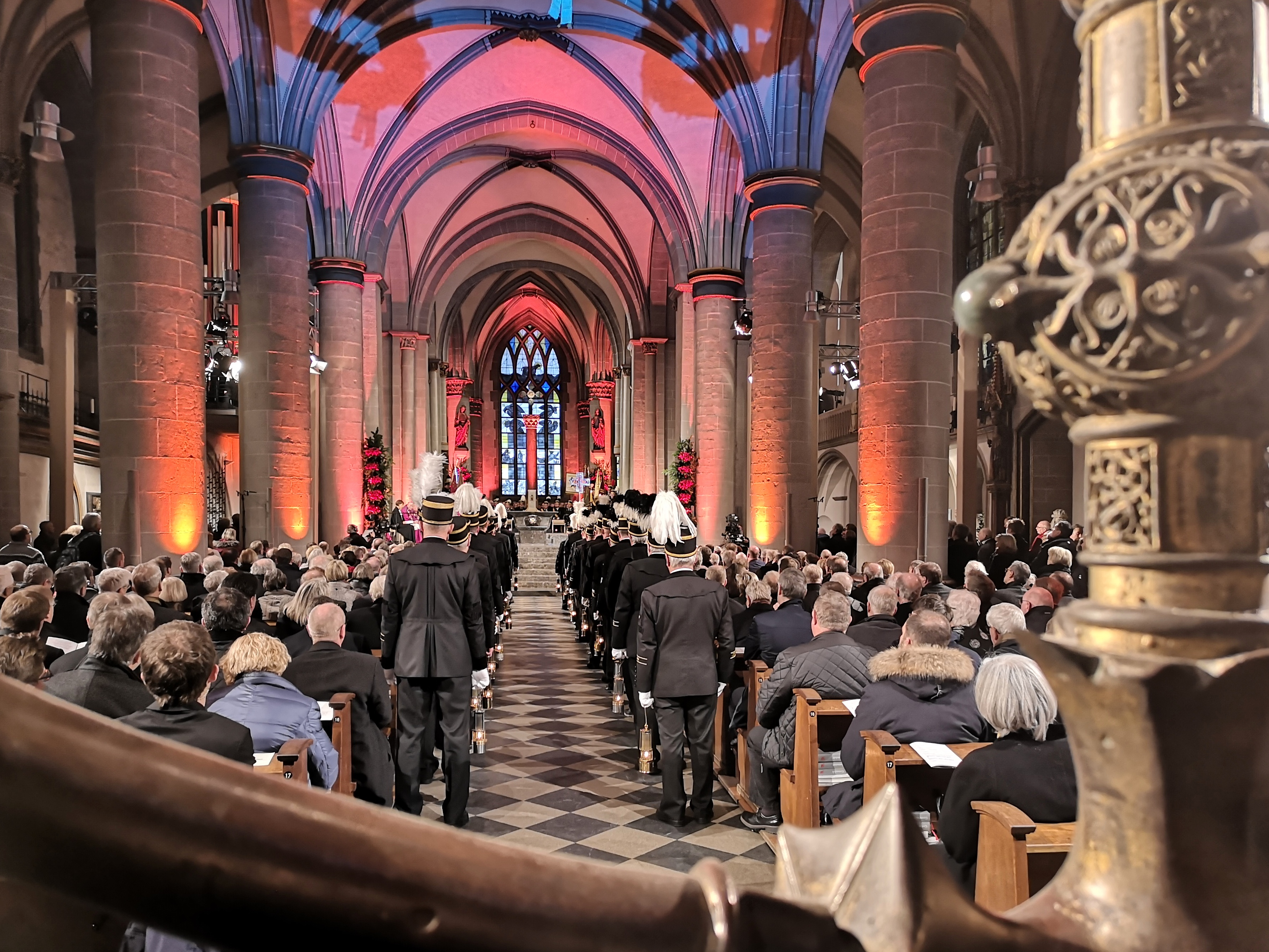
Servizio ecumenico in occasione dell'addio all'estrazione del carbone il 20 dicembre 2018

Nel 1803 il monastero fu secolarizzato dal Regno di Prussia. Tuttavia, la chiesa cattedrale con il suo intero inventario fu immediatamente rilevata dalla parrocchia di San Giovanni Battista. Per i successivi 150 anni la chiesa rimase una chiesa parrocchiale. Il nome Münsterkirche, che si era naturalizzato, rimase, anche se non c'era più un monastero. Come chiesa parrocchiale, serviva la parrocchia cattolica interna della città di Essen, fondata nel XIX e notevolmente accresciuta all'inizio del XX secolo.
Dopo gli sforzi iniziali compiuti negli anni '20 per stabilire una diocesi nella regione della Ruhr, nel 1958 fu istituita una nuova diocesi da parti delle diocesi di Münster, Paderborn e Colonia e l'ormai ex chiesa abbaziale di Essen fu elevata allo status di cattedrale, come chiesa ospite di sede vescovile. Il 1 gennaio 1958, il primo vescovo di Essen, Franz Hengsbach, fu presentato al suo ufficio dal nunzio apostolico Aloysius Muench in una celebrazione. Da allora, la cattedrale di Essen è stata il centro religioso della diocesi. Il momento più importante della sua storia millenaria è stata la visita di papa Giovanni Paolo II nel 1987.

## Capitolo della cattedrale

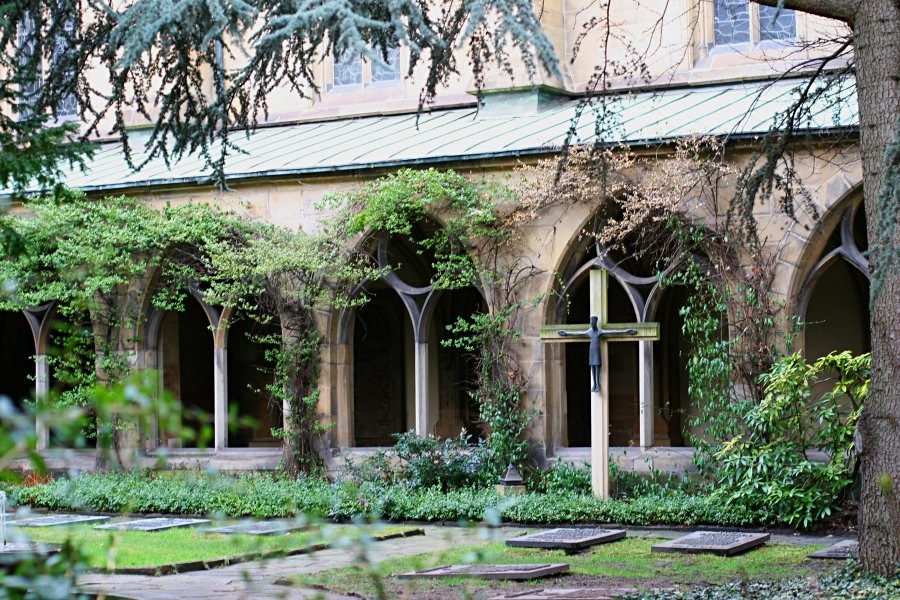
Il cimitero capitolare della cattedrale nel chiostro della cattedrale

Il capitolo della cattedrale di Essen consiste di sei sacerdoti residenti e quattro non residenti ed è presieduto da un prevosto.
Secondo il Concordato prussiano del 1929, oltre ai suoi consueti compiti (curare le celebrazioni liturgiche nella Cattedrale, eleggere un amministratore diocesano, consigliare e sostenere il vescovo nella gestione della diocesi, amministrazione del tesoro della cattedrale), ha anche il diritto di eleggere un vescovo.
Nel gennaio 2014 è stato eletto preposto monsignor Thomas Zander, come successore del prelato Otmar Vieth, che ha presieduto il capitolo della cattedrale per otto anni (2005-2013) e si è infine ritirato.

## Essener Dommusik
L'Essener Dommusik è il gruppo musicale della cattedrale. Il suo primo e più importante compito è la progettazione musicale degli uffici pontifici e capitolari nella cattedrale di Essen.
Dopo la fondazione della diocesi di Essen, il coro della cattedrale di Essen è stato composto a partire dal coro già attivo a livello parrocchiale. È guidato da Jörg Stephan Vogel dal 2017.
Il coro maschile della cattedrale di Essen è stato fondato nel 1961 e continua l'antica tradizione del coro femminile dell'abbazia, che risale al tempo in cui fu fondata la città. Dal 1975 al 2015 è stato diretto dal direttore musicale della cattedrale Georg Sump. Nel 2016 è stato confermato direttore del coro maschile Harald Martini, dopo un anno di guida provvisoria.
Il coro femminile è stato fondato dall'allora direttore musicale della cattedrale Raimund Wippermann su richiesta del capitolo della cattedrale nel 1992. Premi significativi, come il primo premio al Deutscher Chorwettbewerb (Concorso Corale Tedesco) nel 2010, dimostrano l'alta qualità che il coro ha sviluppato nel corso degli anni.
Sebastian Küchler-Blessing è l'organista della cattedrale dal 2014.

## Altre immagini

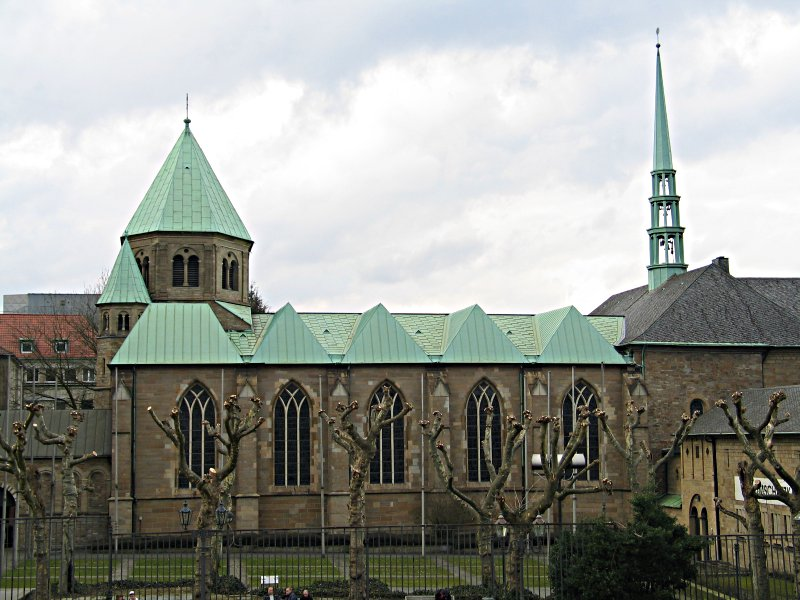
Esterno
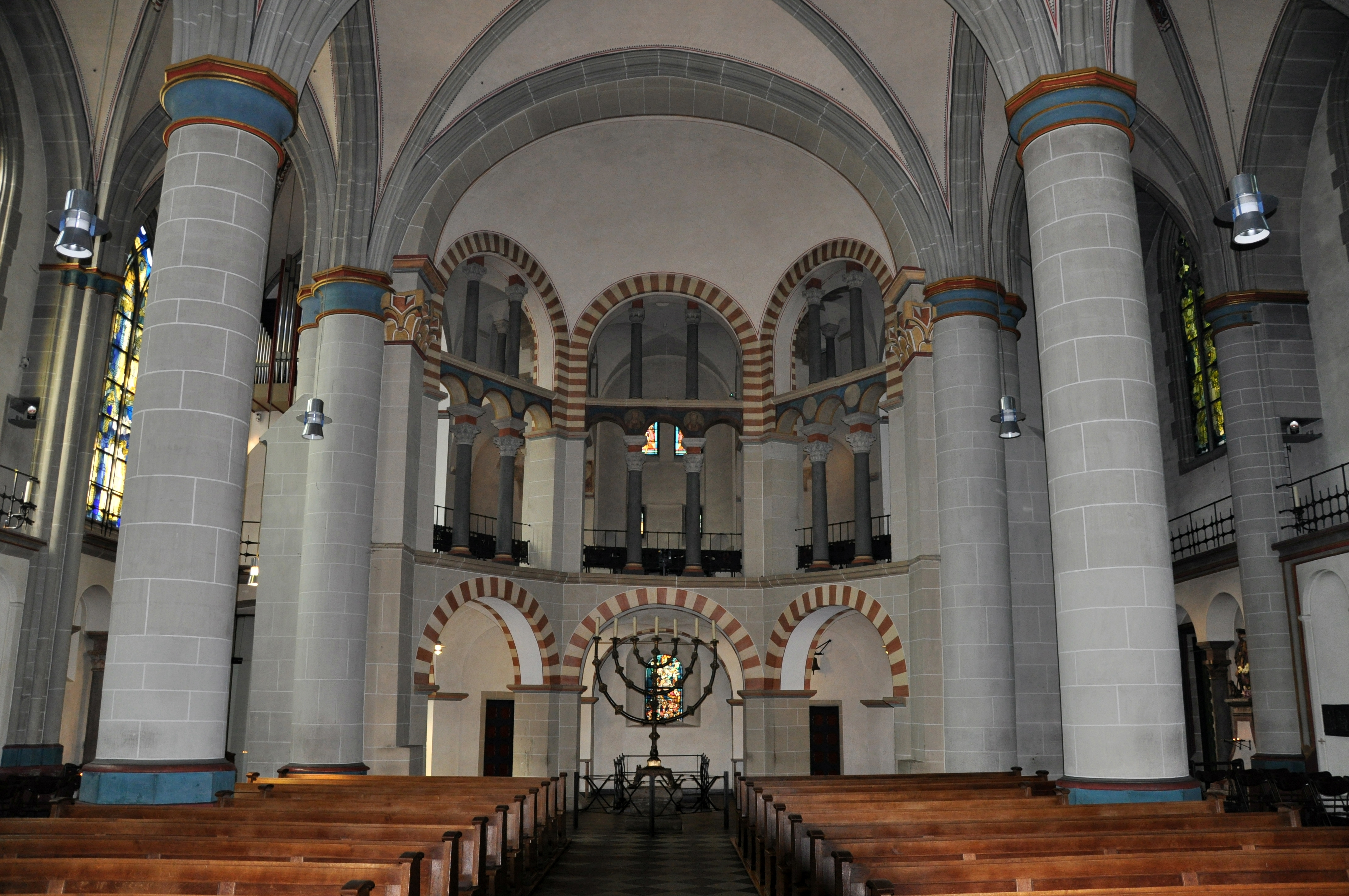
Coro occidentale
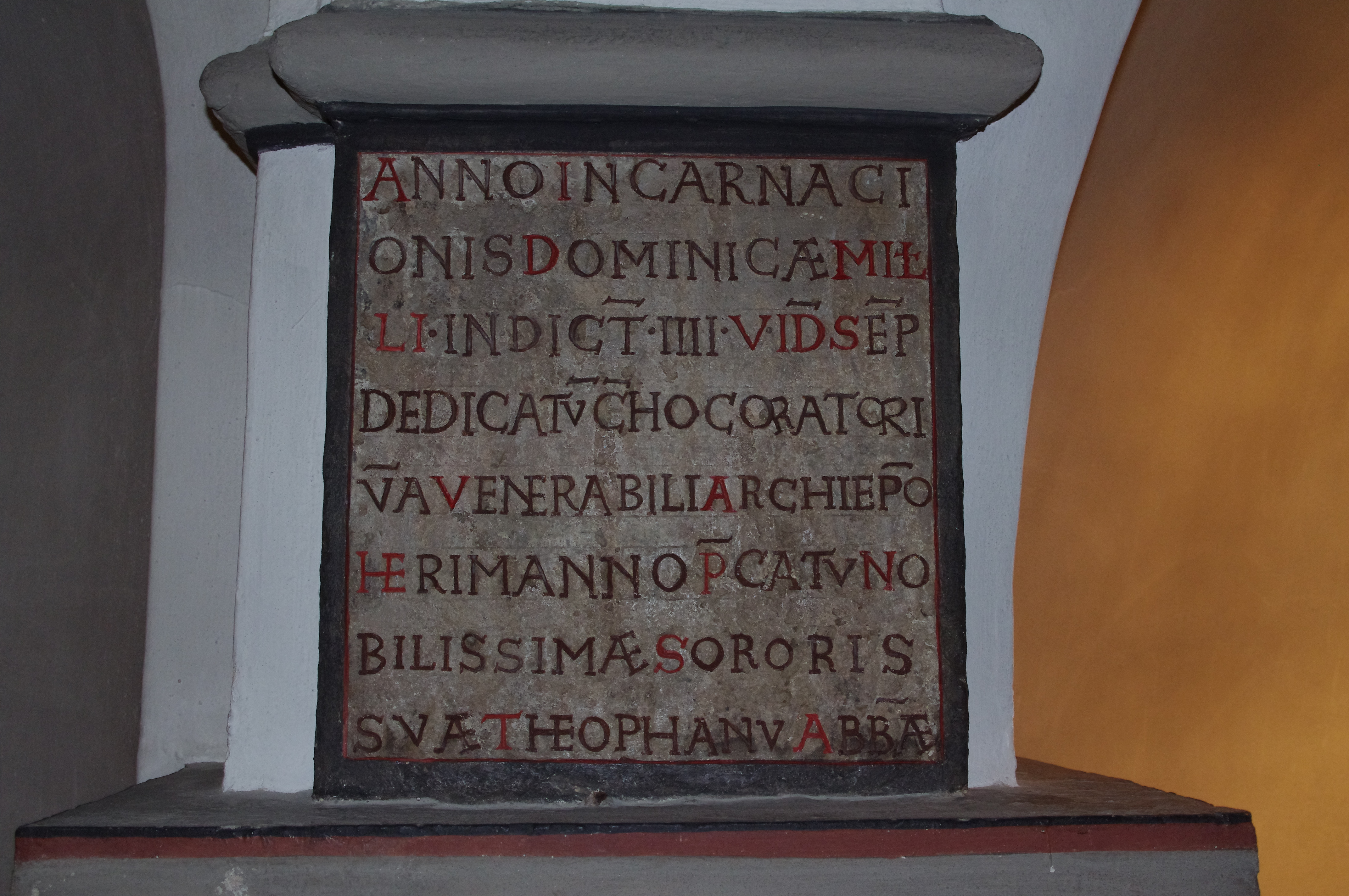
Iscrizione dedicatoria di Theophanu
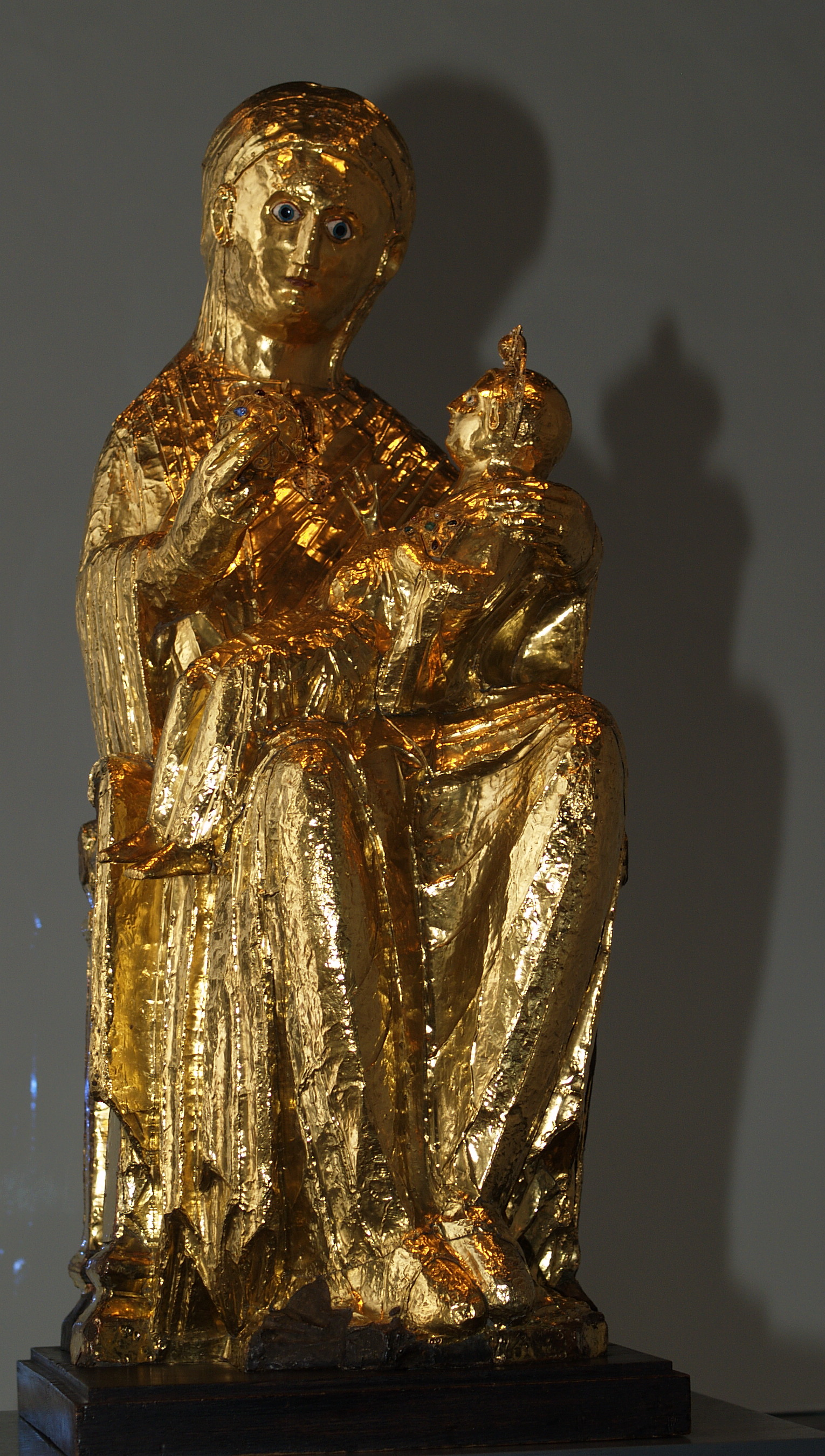
La Madonna dorata
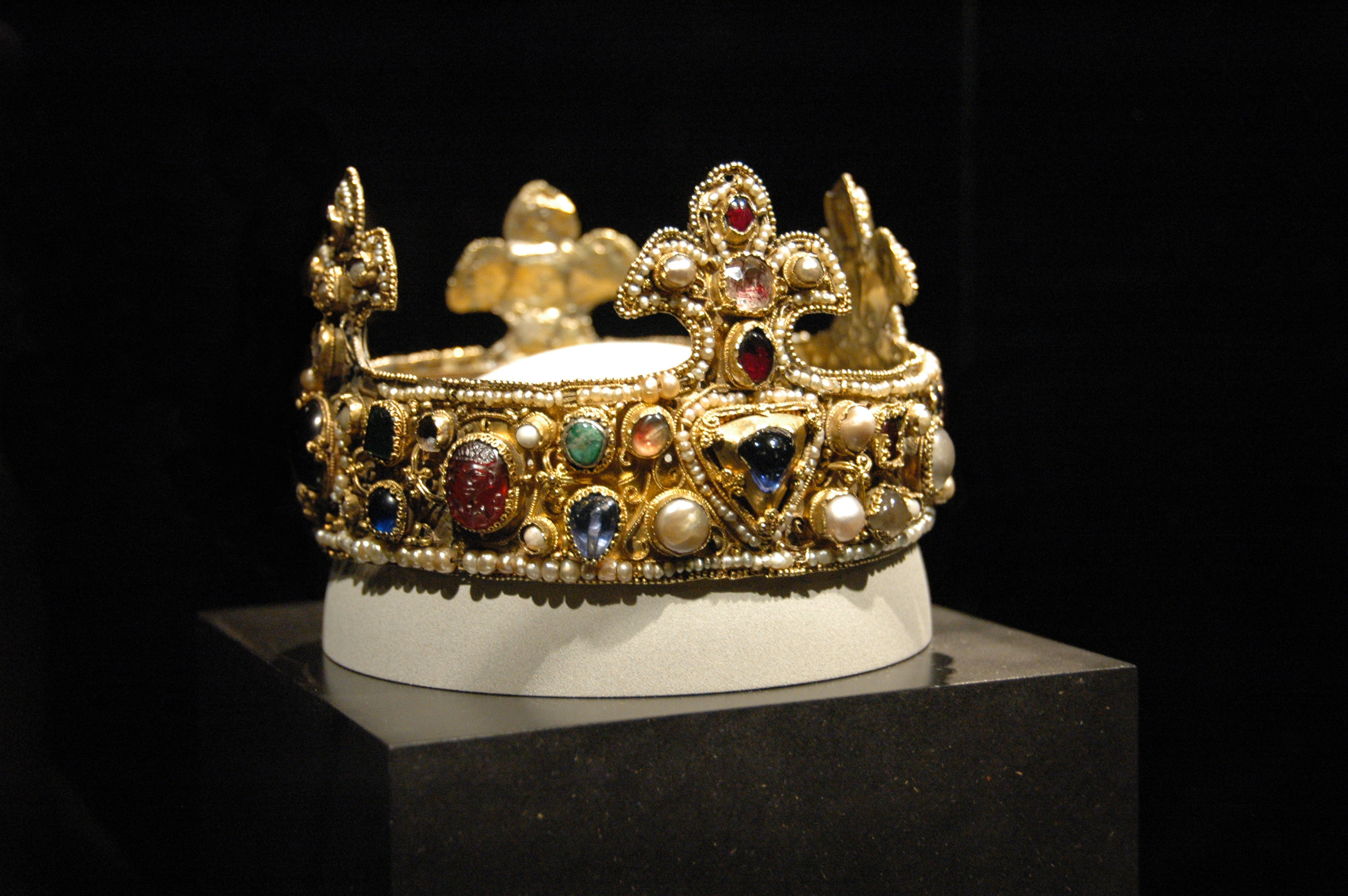
La corona di Essen, tradizionalmente (ma erroneamente) ritenuta la corona dell'incoronazione di Ottone III